# HMS Furious
HMS Furious (pennantnummer 47) var en stor lettere armeret krydser, som under 1. verdenskrig blev bygget til af den britiske Royal Navy.
I forhold til de to øvrige skibe i klassen, blev HMS Furious redesignet med to stk. 18 tommer kanoner i stedet for de andres 15 tommer, men allerede inden afleveringen til Royal Navy fjernedes det forreste store kanontårn og et flydæk installeredes i stedet foran.
Den 2. august 1917 lykkedes det for piloten Edwin H. Dunning at foretage en landing med sit Sopwith Pup-fly på flydækket mens skibet sejlede op mod vinden og det var verdens første landing på dækket af et hangarskib. Ved det tredje landingsforsøg den 7. august gik det galt for Dunning og han røg ud over kanten og druknede.
I november 1917 fik skibet fjernet bagerste store kanontårn og i stedet monteret et flydæk mere bagerst beregnet til landing. Der foretoges dog kun 3 landingsforsøg inden dette blev forbudt.
HMS Furious deltog 19. juli 1918 i bombardementet af luftskibsbasen i Tønder medbringende 7 Sopwith Camel-fly.
I 1921-1925 undergik skibet en større ombygning så de 2 flydæk blev sammenhængende og landing var mulig uden større risiko.

## Billedgalleri
- Som helt nybygget uden flydæk
- Verdens første landing på et hangarskib
- Dunnings mislykkede landing 7. august 1917
- Efter ombygning i 1918
- Parade ved rælingen i 1918
- Sopwith Camel-fly klar til bombning af Tønder
- Et luftskib ombord i 1918
- Efter ombygning i 1925
- Efter ombygning i 1925
- Foto fra ca. 1935

## Eksterne links
- HMS Furious - Fleet Aircraft Carrier Arkiveret 16. januar 2015 hos  Wayback Machine - fleetairarmarchive.net
- HMS Furious (Aircraft Carrier, 1917-1948) Arkiveret 13. januar 2013 hos  Wayback Machine - history.navy.mil
- HMS Furious - maritimequest.com
- H.M.S. Furious (1916) - dreadnoughtproject.org
- HMS Furious (CV-3), an early carrier of the Royal Navy Arkiveret 31. marts 2015 hos  Wayback Machine - acepilots.com
- Furious Arkiveret 29. oktober 2014 hos  Wayback Machine - forumeerstewereldoorlog.nl (hollandsk)